# Bedlobytka novozélandská
Bedlobytka novozélandská (Arachnocampa luminosa) je druh dvoukřídlého hmyzu z čeledi Keroplatidae. Je endemitem Nového Zélandu. Larvy i dospělci jsou bioluminiscenční. Žijí v jeskyních, temných lesích nebo také na stromech.

## Popis a zařazení
Tento druh byl objeven roku 1871, vědci jej považovali za příbuzného světlušek, v roce 1886 však bylo zjištěno, že se nejedná o brouka, ale dvoukřídlý hmyz. Oficiálně byl popsán roku 1890.

## Životní cyklus

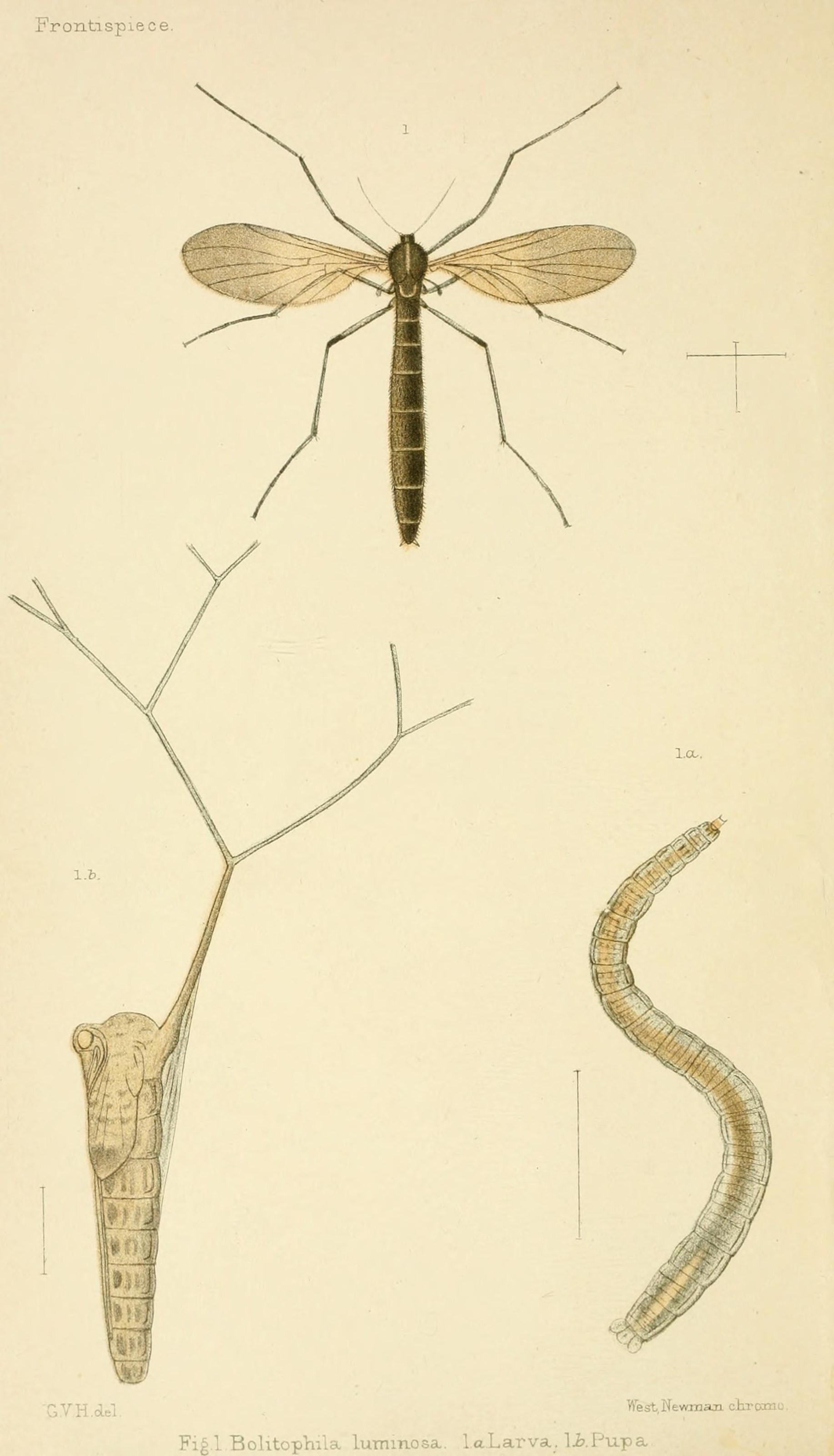
Bedlobytka novozélandská

Většinu života tráví v larválním stádiu a to mezi 6–12 měsíci, v závislosti na dostupnosti potravy. Když larva vyleze z vejce, je 3–5 mm dlouhá, ale v průběhu larválního stádia vyroste do velikosti zhruba 3 cm. Tělo larvy je měkké, hlava pevná. Když se z larvy stane kukla, tak visí dolů ze stropu jeskyně na hedvábném vlákně, které sama vytvořila. Stadium kukly trvá 1–2 týdny. Dospělý jedinec nepřijímá potravu a žije jen několik dní. Partnera si samci i samice hledají pomocí luminiscence. Jsou to špatní letci a většinou zůstávají ve stejné jeskyni. Samice naklade vajíčka, ze kterých se o zhruba 20 dnů později líhnou larvy a celý cyklus se opakuje.

## Ekologie
Larva má na stropě hnízdo z hedvábí, které má zhruba 70 hedvábných vláken dlouhých 30–40 cm. U lesních jedinců jsou vlákna mnohem kratší, maximálně 5 cm. Světlo vydávané larvou má přilákat kořist.. Mezi kořist bedlobytky novozélandské patří jepice, chrostíci, mouchy, motýli a dokonce i malí plži a mnohonožky. Kořist se do hedvábných vláken chytí a larva ji poté sní. Ve velkých populacích může docházet ke kanibalismu. Vydávání světla je výsledkem chemické reakce luciferinu a enzymu luciferáza. Díky výskytu v jeskyních má bedlobytka málo predátorů, ale loví ji sekáči a nebezpečí pro ni představují parazitické plísně. Největší nebezpečí však představuje ničení přirozeného prostředí ze strany lidí.